# Festival de télévision de Monte-Carlo 2019
 (novembre 2016).
Le Festival de télévision de Monte-Carlo 2019, 59e édition du festival, s'est déroulé du 14 au 18 juin 2019.

## Nommés Nymphes d'or[1]

### Programme long fiction
- A Very English Scandal  Royaume-Uni
- Assassination Of Gianni Versace: American Crime Story  États-Unis
- Dukla 61  République tchèque
- Escape at Dannemora  États-Unis
- La Soif de vivre  France
- Prima Che La Notte  Italie

### Séries TV-comédie
- Dabing Street  République tchèque
- En Natt  Norvège
- HP  France
- On The Spectrum  Israël

### Séries TV-dramatique
- Bodyguard  Royaume-Uni
- Das Boot  Allemagne &  République tchèque
- Moscow Noir  Suède
- Killing Eve  Royaume-Uni
- L'Amie prodigieuse  Italie
- State of Happiness (Lykkeland)  Norvège

### Documentaires
- Against The Elements  Singapour
- Out of Control - The Implant File (Außer Kontrolle: Das Gefährliche Geschäft Mit Der Gesundheit - The Implant Files)  Allemagne
- Crackdown: The “Rule Of Law” In China  Japon
- Dollar Heroes - North Korea's Secret Slaves (Dollar Heroes - Devisen Für Den Diktator)  Allemagne &  Corée du Sud
- Drowning in Plastic  Royaume-Uni

### Reportages en direct
- Armour - Riots - Yellow Vests  Russie
- Genoa Bridge Collapse  Royaume-Uni
- Good Morning Britain  Royaume-Uni
- US Embassy Opening: Jerusalem  Qatar

### Reportage du journal télévisé
- Justiis?: Condominium Behind Bars  Philippines
- Khashoggi Body Double  Turquie
- Ticketmaster's Secret Scalper Program  Canada

### Prix spécial du prince Rainier III
- Drowning In Plastic  Royaume-Uni
- Klatwa Obfitosci (The Curse Of Abundance)  Pologne

### Prix de l'audience TV internationale

#### Meilleure série TV drame
- Good Doctor  États-Unis
- Grey's Anatomy  États-Unis
- Naagin  Inde

#### Meilleure série TV crime
- Criminal Minds  États-Unis
- Lethal Weapon  États-Unis
- Midsomer Murders  Royaume-Uni

#### Meilleure telenovela
- From your heart to mine (Dil se dil take)  Inde
- Elif  Turquie
- The Bold and the Beautiful  États-Unis

## Palmarès[2]

### Programme long fiction
- Meilleur programme long de fiction : Escape at Dannemora[3]  États-Unis
- Meilleure actrice : Patricia Arquette dans Escape at Dannemora  États-Unis
- Meilleur acteur : Grégory Montel[4] dans La Soif de vivre  France

### Actualités
- Meilleur documentaire : Dollar Heroes - North Korea’s Secret Slaves (Dollar Heroes - Devisen Für Den Diktator)  Allemagne et  Corée du Sud
- Prix du jury : Crackdown: The “Rule Of Law” In China  Japon
- Meilleur reportage du journal télévisé : Khashoggi Body Double  Turquie
- Meilleur reportage en direct : Good Morning Britain  Royaume-Uni

### Séries TV
- Meilleure série télévisée - comédie : On The Spectrum  Israël
- Meilleure actrice : Naomi Levov dans On The Spectrum  Israël
- Meilleur acteur : Niv Majar dans On The Spectrum  Israël
- Meilleure série télévisée - dramatique : L’Amie prodigieuse[5]  Italie
- Meilleure actrice : Vicky Krieps dans Das Boot  Allemagne &  République tchèque
- Meilleur acteur : Richard Madden dans Bodyguard  Royaume-Uni

### Prix de l'audience TV internationale
- Meilleure série télévisée – drame : Good Doctor  États-Unis
- Meilleure série télévisée – crime : Lethal Weapon  États-Unis
- Meilleure série télévisée – soap opera : From your heart to mine (Dil se dil tak)  Inde

### Prix spéciaux
- Prix spécial pPrince Rainier III : Drowning in plastic  Royaume-Uni
- Prix AMADE : Yémen: les enfants et la guerre (Yemen: kids and war)  France
- Prix du Comité international de la Croix-Rouge : Yémen: les enfants et la guerre (Yemen: kids and war)  France
- Prix SIGNIS : War (Fremder feind)  Allemagne
- Prix de la Croix-Rouge monégasque : Care  Royaume-Uni
- Prix PeaceJam : The Price of Free  États-Unis